# يحيى بن يزيد الهنائي
يحيى بن يزيد الهنائي تابعي، وراوي حديث نبوي، من أهل البصرة.

## روايته للحديث النبوي
- روى عن: أنس بن مالك، وهمام بْن غالب.
- روى عنه: إسماعيل بن علية وخلف بن خليفة وشعبة بن الحجاج، وأبو معاذ عتبة بن حميد الضبي ومحمد بن دينار الطاحي.[1]
- الجرح والتعديل: ذكره ابن حبان في كتاب الثقات، وقال أبو حاتم الرازي: «شيخ»، روى له مسلم بن الحجاج وأبو داود حديثًا واحدًا. روى له أَبُو دَاوُدَ، والنسائي.[1]

## وصلات خارجية
- حديث يحيى بن يزيد الهنائي في صحيح مسلم، وسنن أبي داود.